# Acronicta longa
Acronicta longa là một loài bướm đêm trong họ Noctuidae.